# Пазин Тарас Іванович
Тара́с Іва́нович Па́зин (16 жовтня 1989, Новини — 25 серпня 2014, Іловайськ) — молодший сержант Збройних Сил України, учасник російсько-української війни.

## Короткий життєпис
Народився 1989 року в селі Новини (Яворівський район, Львівська область). 2006 року закінчив Новинську школу. По червень 2011 року навчався на історичному факультеті Львівського національного університету ім. Івана Франка, здобув освітній рівень спеціаліста (Історик. Викладач історії). У жовтні 2011 року був мобілізований до ЗСУ, до квітня 2012 року проходив службу у військово — навчальному центрі «Десна». З квітня 2012-го служив у військовій частині А 1111 міста Чернівці; молодший сержант. З вересня 2012-го працював соціальним психологом у Яворівській гімназії ім. Осипа Маковея З вересня 2013 року працював вчителем історії в ЗОШ села Новини. Батько — поет Іван Дмитрович Пазин.
Учасник Євромайдану. Доброволець з березня 2014-го. Молодший сержант 7-го окремого полку армійської авіації, був прикомандирований до складу 2-ї БТГр 51-ї окремої механізованої бригади.
У ніч проти 25 серпня загинув у бою за Іловайськ біля Кутейникового. 3-й батальйон 51-ї бригади тоді був оточений в районі Березне — Оленівка та під постійним артобстрілом. Тоді ж поліг старший сержант Марфіч Михайло Васильович. Під Іловайськом і Старобешевим під час танкової та артилерійської атаки терористів і російських військовиків і одночасного обстрілу з РСЗВ «Град» 25–26 серпня загинули й потрапили до полону десятки військовиків 51-ї бригади.
Похований в селі Новини 30 серпня 2014-го.
Без Тараса лишились батьки.

## Нагороди та вшанування
За особисту мужність і героїзм, виявлені у захисті державного суверенітету та територіальної цілісності України, вірність військовій присязі під час російсько-української війни, відзначений — нагороджений
- 27 червня 2015 року — орденом «За мужність» III ступеня.
- Його портрет розміщений на меморіалі «Стіна пам'яті полеглих за Україну» у Києві: секція 3, ряд 1, місце 18
- Вшановується 25 серпня на щоденному ранковому церемоніалі вшанування українських захисників, які загинули цього дня у різні роки внаслідок російської збройної агресії[2]
- Новинська школа носить його ім'я.[3]